# 洛索西纳
洛索西纳（羅馬化：Lososina）是俄罗斯哈巴罗夫斯克边疆区的市级镇，属苏维埃港区管辖。地处哈巴罗夫斯克边疆区东南部，毗邻区行政中心苏维埃港，东隔鞑靼海峡与萨哈林州相望。边疆区首府哈巴罗夫斯克（伯力）位于该镇西南方。距离最近的火车站位于区行政中心苏维埃港市内。
该地2022年人口有2,895人；2010年人口3,224；2002年人口3,246；1989年人口5,687。